# Nicolas Thomasson
Pour les articles homonymes, voir Thomasson.
Nicolas Thomasson, né le 28 juillet 1992 à Saint-Germain-Laprade, est un coureur cycliste français.

## Biographie
Originaire de Saint-Germain-Laprade, Nicolas Thomasson concilie son activité cycliste avec un poste de responsable dans une société de maintenance.
En 2011, le coureur auvergnat intègre le Vélo Club du Velay. Évoluant alors en troisième catégorie, il s'adjuge la Nocturne d'Ambert en juillet, trois jours avant son anniversaire,. L'année suivante, il rejoint le club de DN1 Pro Immo Nicolas Roux.
En 2016, il remporte le Prix de Beauchabrol à Aixe-sur-Vienne, devant son coéquipier Yolan Sylvestre. Il se classe également troisième du Tour de la CABA, une épreuve par étapes "toutes catégories". Durant l'été, il gagne une étape du Tour de la Guadeloupe à Vieux-Habitants. Il termine également onzième du classement général et remporte le classement des points chauds de cette course.
Au cours de l'été 2017, Nicolas Thomasson s'impose sur le Critérium de Brioude, juste devant son coéquipier Pierre Bonnet. Engagé une nouvelle fois au Tour de la Guadeloupe, il en remporte tout comme l’année précédente une étape, cette fois-ci à Deshaies, après une échappée.
En 2019, à nouveau engagé au Tour de la Guadeloupe, il remporte une nouvelle étape à Petit-Canal au sprint.

## Palmarès
- 2020
  - 2e du Tour Cévennes-Garrigues
- 2011
  - Nocturne d'Ambert
- 2016
  - Prix de Beauchabrol
  - 2e étape du Tour de la Guadeloupe
  - 3e du Tour de la CABA
- 2017
  - Critérium de Brioude
  - 5e étape du Tour de la Guadeloupe
- 2018
  - Prix de Berry Grand-Sud
- 2019
  - 2e étape du Tour de la CABA (contre-la-montre par équipes)
  - 7e étape du Tour de la Guadeloupe
  - 3e du Mémorial d'Automne

## Classements mondiaux
| Année            | 2016 | 2017 | 2018 | 2019   | 2020 |
| ---------------- | ---- | ---- | ---- | ------ | ---- |
| UCI America Tour | 388e | 326e |      |        |      |
| UCI Europe Tour  |      |      |      | 1 512e |      |